# Mekhi Phifer
Mekhi Phifer (Harlem, Nueva York, 29 de diciembre de 1974)es un actor, rapero y productor estadounidense. Interpretó al Dr. Greg Pratt en el drama médico de larga duración de NBC, ER, y tuvo un papel coprotagonista junto a Eminem en el largometraje 8 Mile. Fue un miembro recurrente del reparto en el programa policial de Fox Lie to Me en el papel de Ben Reynolds antes de la tercera temporada, y también interpretó al agente de la CIA Rex Matheson en Torchwood: Miracle Day.

## Biografía
Phifer nació en Harlem, Nueva York. Creció en una familia monoparental con su madre, Rhoda Phifer, una profesora de secundaria.

## Carrera
En 1994, Phifer asistió a un casting abierto para Clockers, del director Spike Lee, superando a más de mil para conseguir el papel principal como un narcotraficante involucrado en el encubrimiento de un asesinato. A ese papel le siguió en la comedia de parodia High School High (que también protagonizó junto a su exesposa Malinda Williams) y luego coprotagonizando en la película de terror I Still Know What You Did Last Summer, protagonizada por Jennifer Love Hewitt y Freddie Prinze Jr.. También protagonizó la película Paid in Full en 2003 y apareció en el videoclip de Brandy & Monica "The Boy Is Mine" de 1998.
Él interpretó al Dr. Gregory Pratt en el drama médico ER, que comenzó en abril de 2002. Phifer dejó la serie en septiembre de 2008, en el primer episodio de la temporada 15. Su personaje murió durante la conclusión del cliffhanger final de la temporada 14 que implicaba la explosión de una ambulancia que fue manipulada para matar a un informante herido del FBI (Steve Buscemi). Durante sus seis años en el programa, fue nominado dos veces para un premio NAACP Image.

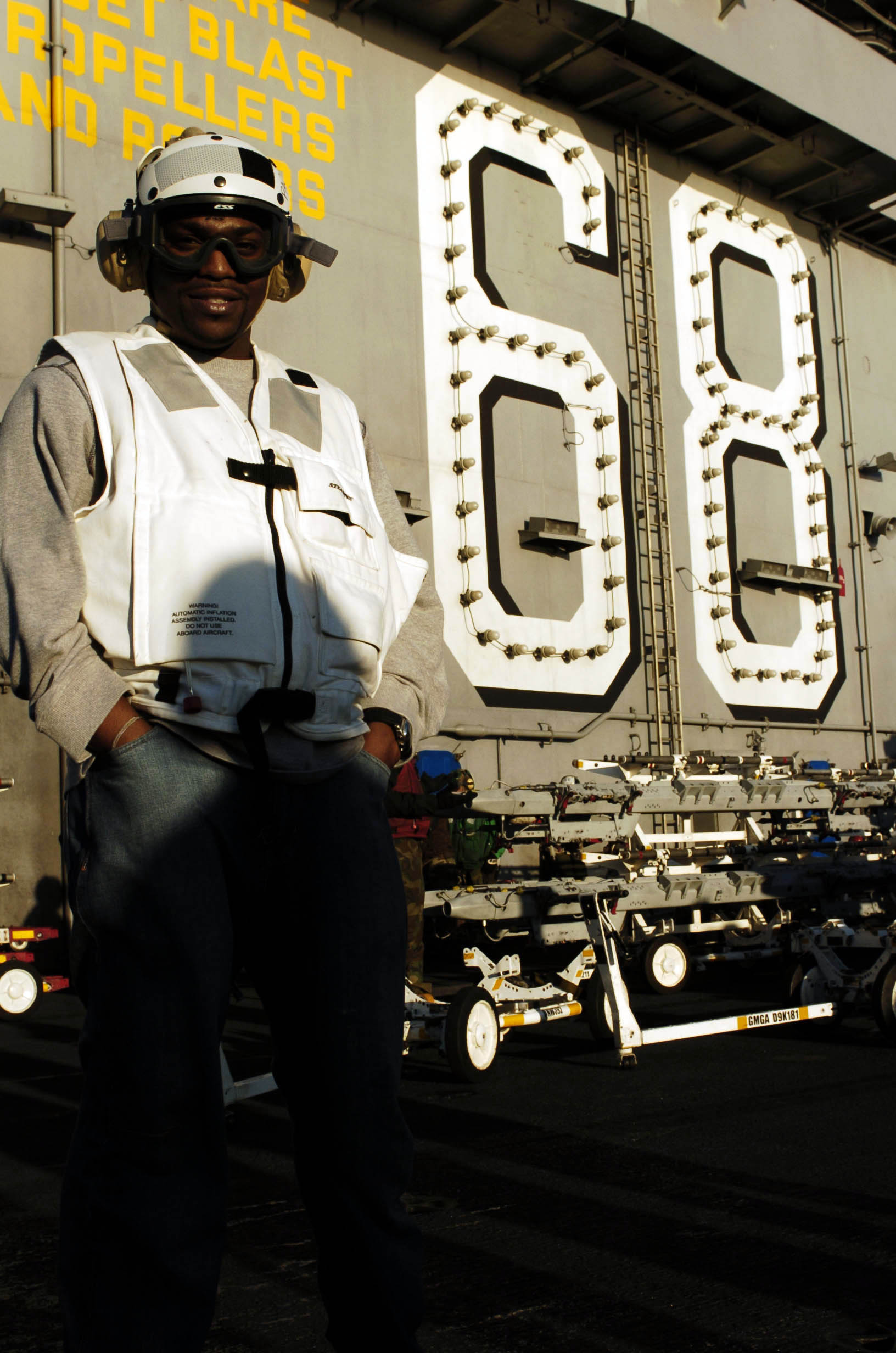
Phifer en la cubierta de vuelo de USS Nimitz en 2004.

Los créditos de televisión de Phifer incluyen las películas The Tuskegee Airmen (1995), Subway Stories: Tales from the Underground  de HBO (1997) y Brian's Song (2001) (como el ex Chicago Bear, Gale Sayers). Recibió atención adicional por su actuación junto a la cantante Beyoncé Knowles (de Destiny's Child) Luego de la versión de MTV de la leyenda de Carmen en la película Carmen: A Hip Hopera (2001). Phifer tuvo un papel invitado recurrente en las temporadas 5 y 6 de Homicide: Life on the Street, interpretando a "Junior Bunk", el preocupado sobrino del narcotraficante de Baltimore Luther Mahoney, y también como invitado en New York Undercover. Asimismo, obtuvo una nominación al premio NAACP Image por otra película de televisión, A Lesson Before Dying, junto a Don Cheadle. En 2009, Phifer comenzó un arco como estrella invitada en, Lie to Me de Fox.

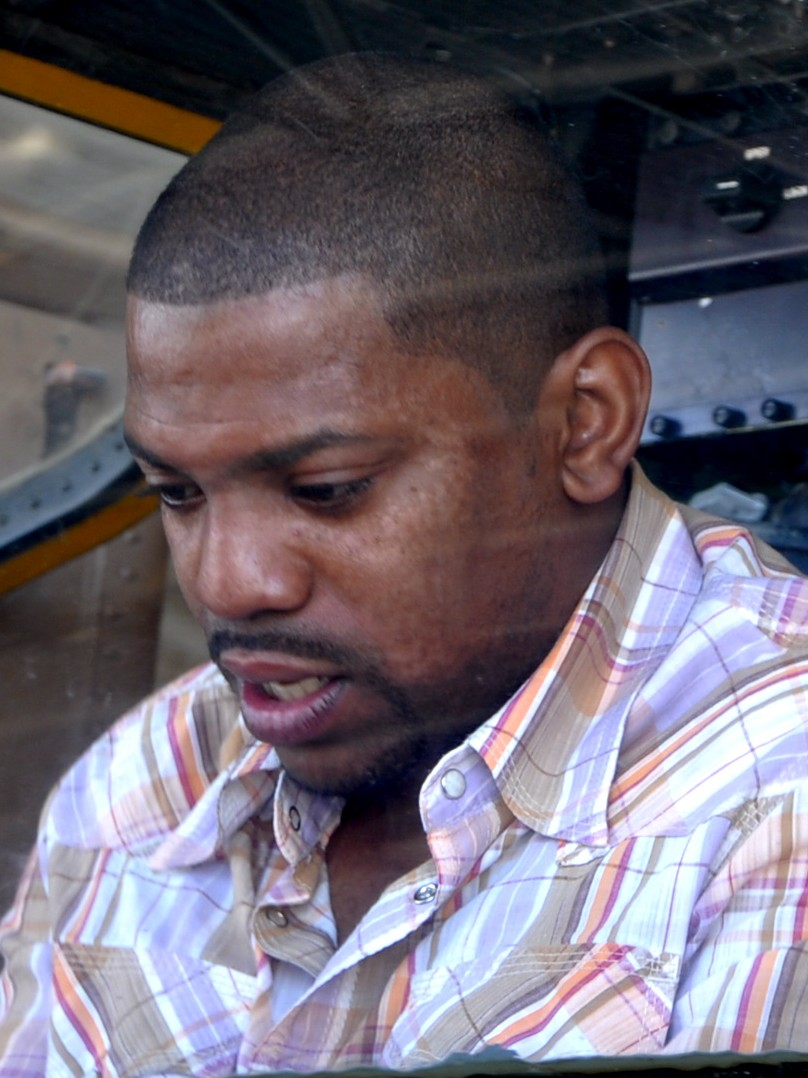
Phifer en un helicóptero Cobra en la Base Aérea de Palmachim en mayo de 2012

Entre los otros créditos de pantalla grande de Phifer están Soul Food, The Biography of Spud Webb, Hell's Kitchen, Tears of a Clown, O (como el personaje titular Odin, alias O) y el thriller, Uninvited Guest (como Silk). Apareció en Impostor, así como en Paid in Full, un clásico urbano que le ha dado un notorio reconocimiento al interpretar a Mitch y 8 Mile de Curtis Hanson, frente a Eminem. Es mencionado en la canción ganadora del Premio Grammy y de la Academia, "Lose Yourself" de Eminem.
En junio de 2011, Phifer protagonizó junto a John Barrowman y Eve Myles en Torchwood: Miracle Day, la cuarta temporada del programa de televisión BBC/Starz Entertainment, Torchwood, como el agente de la CIA Rex Matheson. En diciembre de ese año, también actuó en Broadway en Stick Fly de Lydia Diamond.
Phifer protagonizó como Agente Collins en la cuarta temporada de White Collar.
Phifer hizo una aparición de invitado en la sitcom Husbands, en su segunda temporada.
En el otoño de 2016, se unió a la serie de televisión, Frequency como recurrente.

## Vida personal
Phifer tiene un hijo con su exesposa, la actriz Malinda Williams. Su segundo hijo nació de Oni Souratha en Los Ángeles en 2007. El 30 de marzo de 2013, Phifer se casó con su novia de mucho tiempo Reshelet Barnes en Beverly Hills, California.
El 30 de septiembre de 2003 Phifer se presentó en el programa The Sharon Osbourne Show. Durante la entrevista, la presentadora Sharon Osbourne se mostró muy coqueta con Phifer, y esto siguió hasta que, finalmente, ambos se besaron. Sin embargo, el beso de Osbourne y Phifer pasó desapercibido por los medios.

## Filmografía

### Cine
| Año  | Título                                | Personaje             | Ref.                |
| ---- | ------------------------------------- | --------------------- | ------------------- |
| 1995 | The Tuskegee Airmen                   | Lewis Johns           |                     |
| 1996 | Girl 6                                | Él mismo              | Cameo no acreditado |
| 1996 | High School High                      | Griff McReynolds      |                     |
| 1997 | Soul Food                             | Lem Van Adams         |                     |
| 1998 | Hell's Kitchen                        | Johnny                |                     |
| 1998 | I Still Know What You Did Last Summer | Tyrell Martin         |                     |
| 1999 | Uninvited Guest                       | Silk                  |                     |
| 2000 | Shaft                                 | Trey Howard           |                     |
| 2001 | O                                     | Odin "O" James        |                     |
| 2002 | 8 Mile                                | David "Future" Porter |                     |
| 2002 | Paid in Full                          | Mitch                 |                     |
| 2002 | Impostor                              | Cale                  |                     |
| 2003 | Honey                                 | Chaz                  |                     |
| 2004 | Dawn of the Dead                      | Andre                 |                     |
| 2005 | Slow Burn                             | Isaac Duperde         |                     |
| 2006 | Puff, Puff, Pass                      | Big Daddy             |                     |
| 2007 | This Christmas                        | Gerald                |                     |
| 2008 | Nora's Hair Salon 2: A Cut Above      | Dr. Terry             |                     |
| 2009 | A Day in the Life                     | King Khi              |                     |
| 2011 | Flypaper                              | Darrien               |                     |
| 2012 | The Love Section                      | James Johnson         |                     |
| 2013 | The Suspect                           | El sospechoso         |                     |
| 2014 | Divergent                             | Max                   |                     |
| 2015 | The Divergent Series: Insurgent       | Max                   |                     |
| 2016 | Pandemic                              | Gunner                |                     |
| 2016 | The Divergent Series: Allegiant       | Max                   |                     |
| 2017 | Chocolate City: Vegas Strip           | Mejor Valentín        |                     |
| 2018 | A Talent for Trouble                  | Mekhi Phifer          |                     |
| 2018 | Canal Street                          | Fiscal A.J Canton     |                     |
| 2019 | Obsession                             | Sonny                 |                     |

### Televisión
| Año       | Título                                    | Rol                                              | Notas                                                        |
| --------- | ----------------------------------------- | ------------------------------------------------ | ------------------------------------------------------------ |
| 1995      | Models Inc.                               | Modelo #2                                        |                                                              |
| 1995      | The Tuskegee Airmen                       | Lewis Johns                                      | Película de televisión                                       |
| 1995–1996 | New York Undercover                       | Dion Broat and Sekou                             | 2 episodios                                                  |
| 1996–1998 | Homicide: Life on the Street              | Nathaniel Lee "Junior Bunk" Mahoney              | 3 episodios                                                  |
| 1997      | SUBWAYStories: Tales from the Underground | Hombre en pasillo                                | Película de televisión (segmento "Fern's Heart of Darkness") |
| 1999      | A Lesson Before Dying                     | Jefferson                                        | Película de televisión                                       |
| 2001      | Carmen: A Hip Hopera                      | Derek Hill                                       | Película de televisión                                       |
| 2001      | Brian's Song                              | Gale Sayers                                      | Película de televisión                                       |
| 2002–2008 | ER                                        | Gregory Pratt                                    | Starring role; seasons 8-14                                  |
| 2004      | Punk'd                                    | Él mismo                                         | 1 episodio                                                   |
| 2005      | Curb Your Enthusiasm                      | Omar Jones                                       | 4 episodios                                                  |
| 2008      | The Black Poker Stars Invitational        | Él mismo                                         |                                                              |
| 2009–2011 | Lie to Me                                 | Ben Reynolds                                     | Rol recurrente                                               |
| 2011      | Last Man Standing                         | Jeremy Davis                                     | Película de televisión                                       |
| 2011      | Torchwood                                 | Agent Rex Matheson                               | 10 episodios                                                 |
| 2012      | Psych                                     | Drake                                            | Episodio: Let's Doo-Wop It Again                             |
| 2012      | White Collar                              | Kyle Collins                                     | 2 episodios                                                  |
| 2012      | Husbands                                  | Mark                                             | Episodio: The Straightening                                  |
| 2014      | House of Lies                             | Dre Collins                                      | 7 episodios                                                  |
| 2014      | A Day Late and a Dollar Short             | Lewis                                            | Película de televisión                                       |
| 2015      | Key & Peele                               | Primo                                            | Episodio: Hollywood Sequel Doctor                            |
| 2016      | Roots                                     | Jerusalem                                        | Episodio: Part 4                                             |
| 2016      | Secret City                               | Embajador de Estados Unidos en Australia Moreton | 5 episodios                                                  |
| 2016–2017 | Frequency                                 | Satch Reyna                                      | 13 episodios                                                 |
| 2017      | Match Game                                | Él mismo                                         | 1 episodio                                                   |
| 2018      | Chicago P.D.                              | Joe Baker                                        | Episodio: Captive                                            |
| 2018      | The Bobby Brown Story                     | Tommy Brown                                      | 2 episodios                                                  |
| 2019      | Truth Be Told                             | Markus Knox                                      | 8 episodios                                                  |
| 2020      | Love, Victor                              | Harold Brooks                                    | 4 episodios                                                  |